# Justo Ruiz Luna
Justo Ruiz Luna (n. 1865, Cádiz, Andaluzia, Spania – d. 9 martie 1926, Cádiz, Andaluzia, Spania) a fost un pictor, acuarelist și pastelist spaniol, cunoscut mai ales pentru scenele sale maritime.

## Biografie
S-a născut într-o familie prosperă. După studii legate de activități comerciale, a petrecut ceva timp la Roma, unde s-a amestecat cu artiștii spanioli care studiau acolo. Din 1882 până în 1884, a fost înscris la Real Academia Provincial de Bellas Artes de Cádiz, unde a studiat cu Joaquín Damis y Cortés. Mai târziu, se va întoarce la Roma împreună cu prietenul său, Salvador Viniegra, pentru a lucra cu José Villegas Cordero⁠(d), care a avut o influență definitivă asupra stilului său. A continuat să viziteze Roma periodic pentru o mare parte din viața sa.

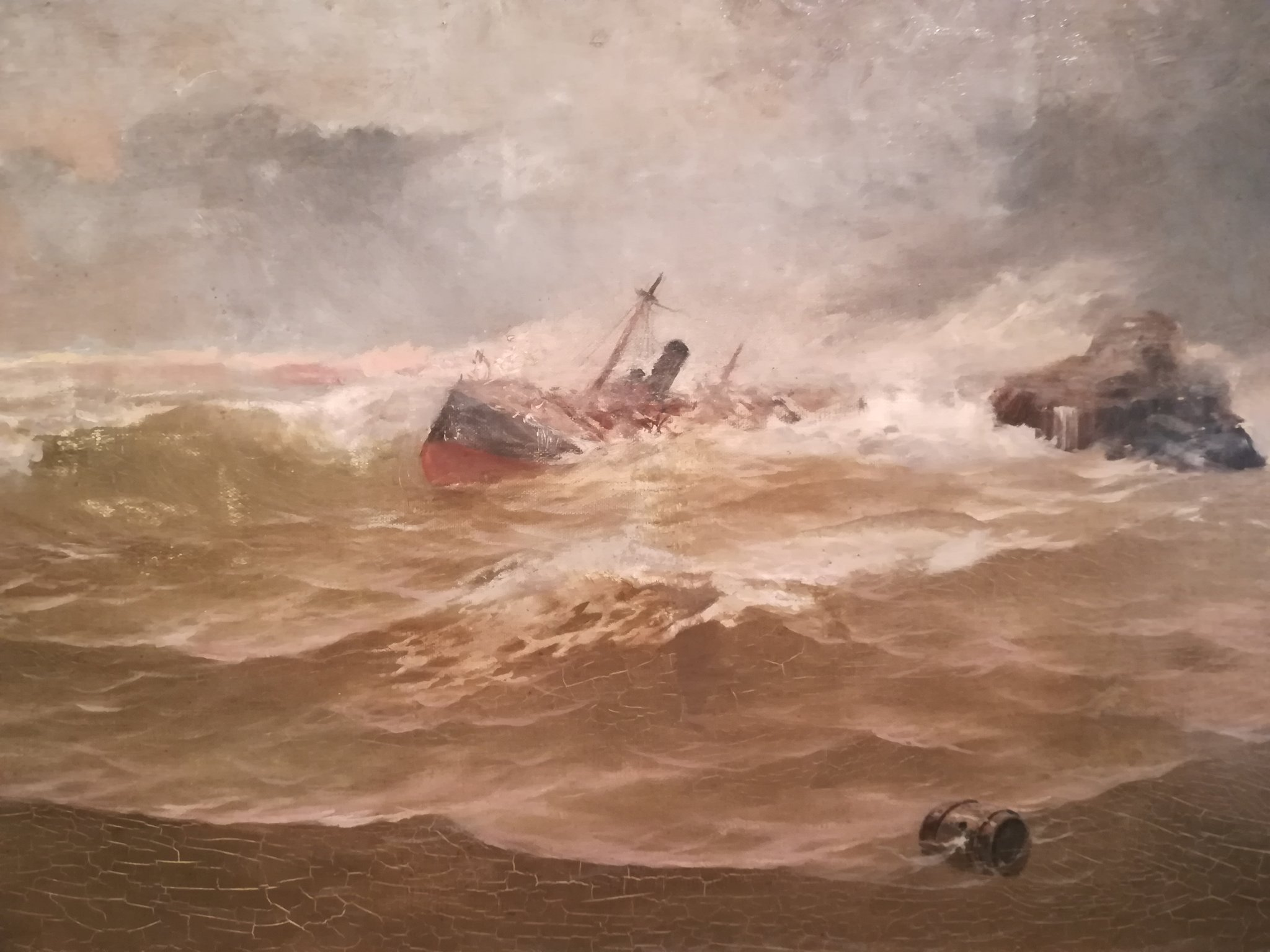
Rămășițele unui naufragiu

În 1886, el și alți câțiva studenți ai lui Villegas au organizat o expoziție la Ateneo de Madrid⁠(d). În anul următor, a participat la Expoziția Națională de Arte Plastice cu o pictură a unui naufragiu și a primit o mențiune de onoare. În 1888, a trimis un alt tablou cu un naufragiu la Expoziția Universală de la Barcelona și unul numit „Ostia” la Internationalen Kunstausstellung de la Glaspalast (München).
A continuat să participe la Expoziția Națională și a primit un premiu Clasa Întâi în 1890 pentru reprezentarea bătăliei de la Trafalgar. La scurt timp după aceea, a acceptat un post de inspector pentru Compañía Transatlántica Española⁠(d). Drept urmare, a fost nevoit să renunțe la călătoriile în Italia și nu a putut picta în fiecare zi, deși a realizat numeroase imagini de mici dimensiuni ale navelor companiei, în acuarele și pasteluri.
Tot în 1890, Academia de Bellas Artes de Cádiz l-a ales ca membru, dar nu a îndeplinit niciodată nicio funcție oficială în cadrul acesteia. Până în 1892, a reușit să producă un număr suficient de lucrări pentru a participa la o altă expoziție la Glaspalast; a câștigat o medalie de clasa a doua. De asemenea, a înscris zece lucrări la Expoziția Națională. Deși niciuna nu a fost premiată, una dintre ele, o pânză monumentală intitulată "Octombrie 1492", a primit o medalie de bronz în anul următor la World's Columbian Exposition de la Chicago. În 1895, a fost reprezentat din nou la Expoziția Națională cu, printre altele, o „Bătălie de la Lepanto”.
În 1901, a reușit să se întoarcă la Roma pentru câteva luni, unde a creat o serie de pasteluri cu repere istorice. În 1907, a fost numit asistent la clasele de compoziție decorativă de la Escuela de Artes Industriales de Cádiz și și-a părăsit postul de la Transatlántica. În jurul anului 1910, a suferit pierderea unui ochi. Deși a continuat să picteze, compozițiile sale au devenit mai simple, iar schema de culori s-a estompat dramatic.

## Note

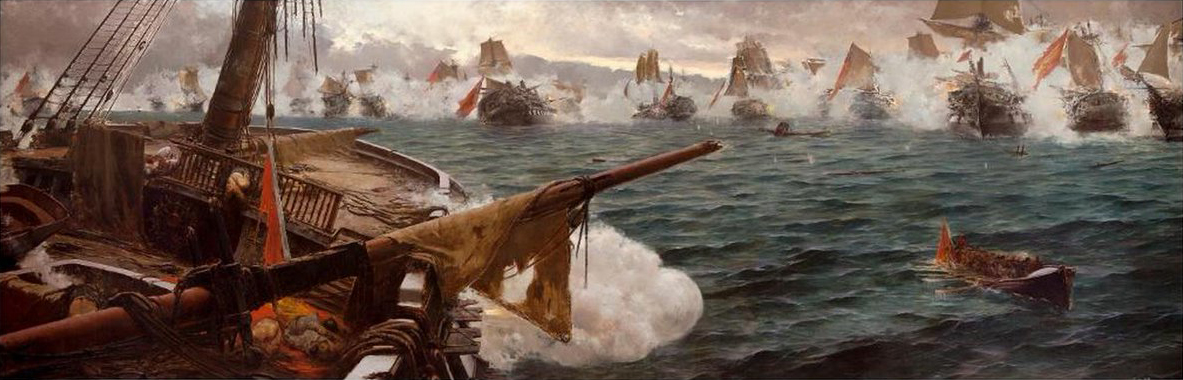
Bătălia navală de la Trafalgar